# Ахмед Нуреддин-эфенди (сын Абдул-Хамида II)
Шехзаде Ахме́д Нуредди́н-эфе́нди (осман. شہزادہ احمد نورالدین‎, тур. Ahmed Nureddin Efendi; 22 июня 1901, Стамбул — 1944 или 2 июня 1945, Париж) — сын султана Абдул-Хамида II от его четвёртой жены (икбал) Бехидже Ханым-эфенди.

## Биография
Ахмед Нуреддин-эфенди родился 22 июня 1901 года в стамбульском дворце Йылдыз в семье султана Абдул-Хамида II и его четвёртой жены Бехидже Ханым-эфенди. Согласно источникам, Ахмед Нуреддин родился раньше своего брата-близнеца Мехмеда Бедреддина, скончавшегося 22 октября 1903 года в возрасте двух лет и четырёх месяцев от менингита. Кроме умершего в детстве брата-близнеца, у Ахмеда Нуреддина было также по крайней мере четырнадцать братьев и сестёр от других браков отца.
В 1909 году после свержения Абдул-Хамида II остался с матерью в Стамбуле, а его отец был отправлен в ссылку в Салоники. Ахмед Нуреддин и его мать вначале проживали во дворце старшей сестры Ахмеда Нурредина Зекие-султан, а затем в доме родителей матери в Бешикташе. Позже Бехидже Ханым-эфенди обратилась к султану Мехмеду V с просьбой передать ей в собственность дворец Маслак. Мехмед V посоветовал ей обратиться к Энверу-паше и Талаату-паше, которые не приняли её просьбу во внимание. 
В 1912 году Абдул-Хамид II был возвращён из ссылки и перевезён под охраной во дворец Бейлербейи, куда позднее на некоторое время переехала Бехидже Ханым-эфенди. 27 октября 1913 года Ахмед Нуреддин во дворце Бейлербейи встретился со своим отцом; во время встречи отец и сын плакали и обнимали друг друга. Шехзаде Ахмед Нуреддин просил разрешения у отца остаться с ним, но Абдул-Хамид II был против, поскольку не хотел, чтобы его сын, как и он находился в этой «чудесной тюрьме».
Ахмед Нуреддин-эфенди закончил Османский военный колледж и Галатасарайский лицей. В 1916 году уехал в Германию, где поступил в Потсдамскую военную академию. После окончания Первой мировой войны вернулся на родину и продолжил свою службу в османской армии, дослужившись до лейтенанта кавалерии. 
В 1924 году после изгнания членов династии Османов Ахмед Нуреддин-эфенди вместе с матерью и супругой Анделип-ханым уехал в Неаполь. Из-за отсутствия доходов Ахмед Нуреддин-эфенди распродавал украшения своей матери и жены. Оставив мать на попечении бывшего слуги Джеляля-бея, Ахмед Нуреддин-эфенди и его жена уехали в Париж, где проживала его старшая сестра Шадие-султан. Ахмед Нуреддин не смог найти подходящую работу и зарабатывал на жизнь, играя в кафе на фортепиано и барабанах. 
По данным Экрема Экинджи, Ахмед Нуреддин умер от плеврита в Париже 2 июня 1945 года, однако Лейла Ачба и Йылмаз Озтуна датировали его смерть 1944 годом. Был похоронен на мусульманском кладбище Бобиньи, где также похоронены члены дома Османов, умершие во Франции.

## Семья
5 мая 1919 года Ахмед Нуреддин-эфенди женился на Фашрие Анделиб (8 августа 1902 — 15 июля 1980), дочери Адапазарлы Хюсню-паши. У них был единственный сын Мехмед Бедреддин-эфенди, умерший в детстве.